# シルウェステル1世 (ローマ教皇)
シルウェステル1世（Silvester / Sylvester I、? - 335年12月31日）は、ローマ教皇（在位: 314年1月31日 - 335年12月31日）。在位期間は21年11か月1日で、歴代教皇の中で8番目に長い在位期間をもつ。カトリック教会と正教会で聖人。カトリック教会での記念日は12月31日であるため西ヨーロッパでは12月31日を「シルヴェスター」等と呼称する地域もある。
正教会では聖神父ロマの「パパ」聖シルウェストルと呼ばれ、記憶日は1月2日（ユリウス暦を使用する正教会では1月15日に相当）。
ローマ皇帝のコンスタンティヌス1世に洗礼を施した教皇とされてきたが、現在ではこれは史実でなく、伝説であることがわかっている。

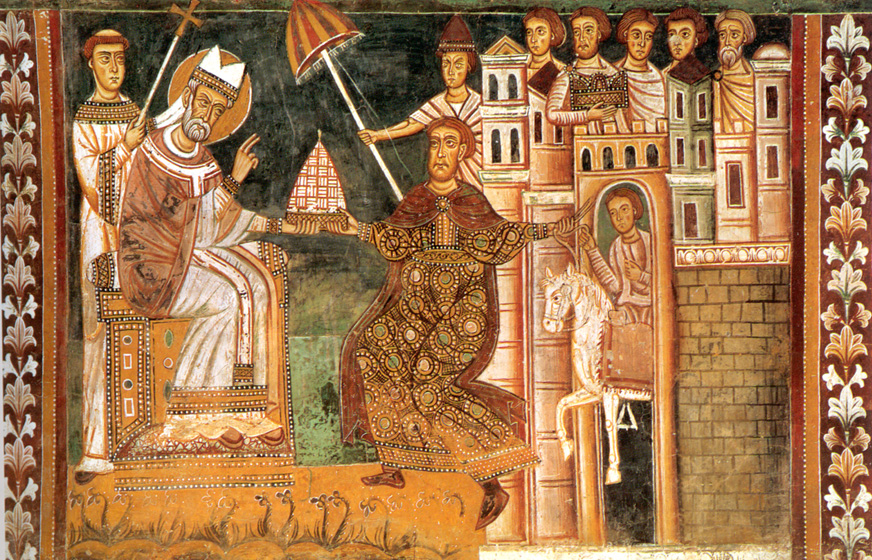
「教皇シルウェステル1世と皇帝コンスタンティヌス1世」。1247年に描かれたサンティ・クアットロ・コロナーティ教会の壁画。

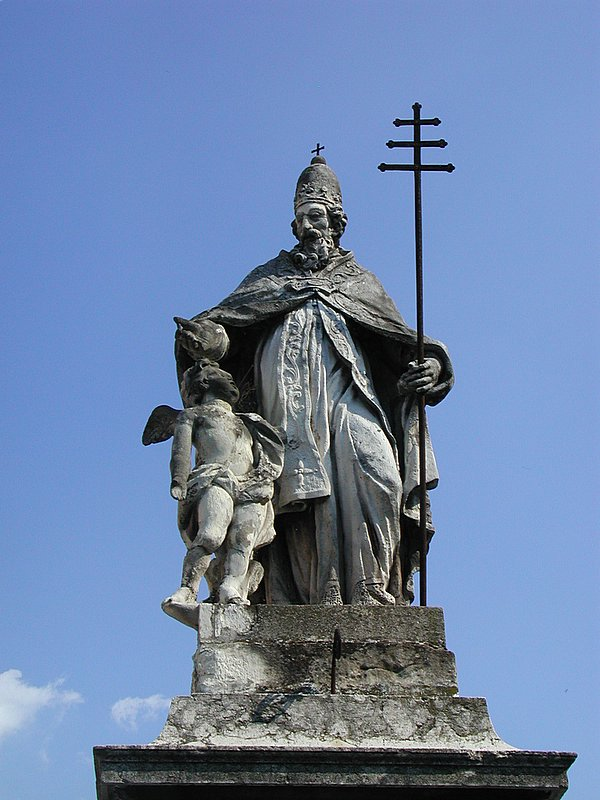
シルウェステル1世像（マントヴァ）